# Euphoria trivittata
Euphoria trivittata är en skalbaggsart som beskrevs av Nonfried 1894. Euphoria trivittata ingår i släktet Euphoria och familjen Cetoniidae. Inga underarter finns listade i Catalogue of Life.